# Runaway Train (sång)
Runaway Train är en sång, ursprungligen inspelad av rockgruppen Soul Asylum. Med den blev Soul Asylum internationellt berömda, och sången hjälpte till att marknadsföra deras album Grave Dancers Union 1992. Singeln släpptes i början av juni månad 1993.

## Bakgrund
Sången skrevs av sångaren Dave Pirner. Den var tredje singeln ut från albumet Grave Dancers Union, och nådde som högst tredjeplats på Billboardlistorna. Den vann en Grammy 1994 för "bästa rocksång".
På svenska Trackslistan blev "Runaway Train" 1993 års allra största hit. Sången har blivit en signaturmelodi för gruppen, och många tror att det är deras enda hit och kategoriserar gruppen som en one hit wonder. Detta är dock fel då gruppen hade låten "Misery" på listorna 1995.

## Musikvideo
I låtens musikvideo togs ämnet försvunna barn upp, och bilder på sådana visades. Det yngsta barnet i videon är Thomas Dean Gibson, som försvann 1991, endast två år gammal. Videon var framgångsrik med att lyckas återförena saknade barn med sina familjer. Många av barnen såg sig själva i videon, och återvände då hem. MTV klippte bort detta då de inte ville att videon skulle misstas för att vara ett samhällsinformationsmeddelande.

## Låtlista
Maxi-singel (CD)
1. "Runaway Train" – 4:26
2. "Black Gold (live)" – 3:55
3. "Never Really Been (live)" – 3:13
4. "By the Way" – 3:44
5. "Everybody Loves a Winner" – 5:07

- Alla sånger skrivna av Dave Pirner.

## Coverversioner
Den brittiska popgruppen Busted spelade in en cover på "Runaway Train" som B-sida till "Thunderbirds/3am". Den brittiska gruppen Smokie har även gjort en cover som blev populär.

## Listplaceringar
| Lista (1993-1994) | Topplacering |
| ----------------- | ------------ |
| Australien        | 11           |
| Frankrike         | 16           |
| Nederländerna     | 3            |
| Norge             | 2            |
| Nya Zeeland       | 2            |
| Schweiz           | 2            |
| Sverige           | 2            |
| Österrike         | 3            |

| Årslista (1993)               | Topplacering |
| ----------------------------- | ------------ |
| Amerikanska Billboard Hot 100 | 22           |